# Didier Païs
Didier Païs (Colmar, 8 de febrero de 1983) es un deportista francés que compitió en lucha libre. Ganó dos medallas de plata en el Campeonato Europeo de Lucha entre los años 2005 y 2008.

## Palmarés internacional
| Campeonato Europeo | Campeonato Europeo  | Campeonato Europeo | Campeonato Europeo |
| Año                | Lugar               | Medalla            | Categoría          |
| ------------------ | ------------------- | ------------------ | ------------------ |
| 2005               | Varna (Bulgaria)    | Medalla de plata   | 60 kg              |
| 2008               | Tampere (Finlandia) | Medalla de plata   | 60 kg              |